# Liste der Baudenkmäler in Solnhofen
Auf dieser Seite sind die Baudenkmäler in der mittelfränkischen Gemeinde Solnhofen zusammengestellt. Diese Tabelle ist eine Teilliste der Liste der Baudenkmäler in Bayern. Grundlage ist die Bayerische Denkmalliste, die auf Basis des Bayerischen Denkmalschutzgesetzes vom 1. Oktober 1973 erstmals erstellt wurde und seither durch das Bayerische Landesamt für Denkmalpflege geführt wird. Die folgenden Angaben ersetzen nicht die rechtsverbindliche Auskunft der Denkmalschutzbehörde.
 Diese Liste gibt den Fortschreibungsstand vom 28. Juli 2016 und enthält 32 Baudenkmäler.

## Baudenkmäler nach Ortsteilen

### Solnhofen
| Lage | Objekt | Beschreibung | Akten-Nr.             | Bild |
| --- | --- | --- | --------------------- | --- |
| Am Gsteig 4 (Standort) | Kleinhaus | Eingeschossiger Satteldachbau in Jura-Bauweise, Legschieferdach, 18. Jahrhundert | D-5-77-168-1          | BW |
| Amselleite 5 (Standort) | Kleinhaus | Zweigeschossiger giebelständiger Satteldachbau in Jura-Bauweise, Legschieferdach, bezeichnet „1850“ | D-5-77-168-3          | Kleinhaus |
| Amselleite 7 (Standort) | Wohnhausgruppe | Zwei zusammenhängende, ein- bis zweigeschossige Satteldachgebäude in Jura-Bauweise, teilweise Legschieferdach, bezeichnet „1774“ | D-5-77-168-4          | BW |
| Amselleite 13 (Standort) | Wohnhaus | Breitgelagerter, zweigeschossiger giebelständiger Satteldachbau in Jura-Bauweise, Legschieferdach, 1883 | D-5-77-168-5          | Wohnhaus |
| Amselleite 19 (Standort) | Katholische Pfarrkirche Sankt Sola                                                                                             | Chorturmkirche in neuromanischen und neugotischen Formen, einschiffiger Bruchsteinbau mit Außentreppenanlage, Chorturm mit Satteldach, nach Entwurf von Friedrich Niedermayer, Regensburg, 1904/05, mit Ausstattung | D-5-77-168-6          | weitere Bilder |
| Bahnhofstraße 3 (Standort) | Bahnhofsempfangsgebäude | Zweigeschossiger Mittelbau mit flankierenden eingeschossigen Anbauten, jeweils mit Satteldach, Sandsteinquader, verputzt, Gliederungen in Naturstein, 1870 | D-5-77-168-8 Wikidata | weitere Bilder |
| Bahnhofstraße 8 (Standort) | Kriegerdenkmal in der Art eines Hünengrabs                                                                                     | Mit 24 Steinblöcken mit Bronzeplatten und zugefügten Findlingsblöcken, von Ludwig Eberle, 1935 | D-5-77-168-7 Wikidata | weitere Bilder |
| Benediktstraße 6, Nähe Benediktstraße (Standort)                                                                               | Scheune | Schmaler, langgestreckter zweigeschossiger Satteldachbau mit fachwerksichtigem Obergeschoss, 18. Jahrhundert, mit modernerem Vorbau mit Legschieferdach | D-5-77-168-9          | BW |
| Eßlinger Straße 3 (Standort)                                                                                                   | Mühle | Wohnhaus, zweigeschossiger Satteldachbau, Legschieferdach, 1776, Türstock bezeichnet „1812“, zwei Nebengebäude, Speicher- und Wirtschaftsgebäude, viergeschossige Satteldachbauten, wohl zweite Hälfte 19. Jahrhundert | D-5-77-168-10         | BW |
| Ferdinand-Arauner-Straße 6 (Standort)                                                                                          | Ehemaliges Schulhaus | Zweigeschossiges traufständiges Gebäude mit Steildach, 1828 | D-5-77-168-11         | BW |
| Ferdinand-Arauner-Straße 13 (Standort)                                                                                         | Jurahaus | Zweigeschossiger, in Hanglage errichteter Satteldachbau mit Kniestock, dendrochronologisch datiert 1796/98 | D-5-77-168-42         | BW |
| Ferdinand-Arauner-Straße 20, Wiesenweg 1 (Standort)                                                                            | Bauernhaus | Eingeschossiger Satteldachbau in Jura-Bauweise, mit hohem Fachwerk-Kniestock und Legschieferdach, 18. Jahrhundert | D-5-77-168-12         | Bauernhaus |
| Ferdinand-Arauner-Straße 28 (Standort)                                                                                         | Schulgebäude | Zweigeschossiger Satteldachbau über T-förmigem Grundriss mit Schweifgiebeln, mit Elementen des Jugendstils, angebaute Hausmeisterwohnung mit Legschieferdach, bezeichnet „1914“ | D-5-77-168-13         | BW |
| Ferdinand-Arauner-Straße 34 (Standort)                                                                                         | Friedhofshaus und Leichenhalle                                                                                                 | Langgezogenes, leicht gebogenes Gebäude, eingeschossig mit Satteldach, mit zentralem achteckigem Bau mit Zeltdach, von Hans Etschel, 1908, Erweiterung 1989/90, Friedhofsmauer mit Torbogen, gleicher Zeitstellung, in Teilen erneuert | D-5-77-168-14         | Friedhofshaus und Leichenhalle |
| Glaubensberg 5 (Standort) | Wohnhaus | Eingeschossiger Satteldachbau in Jura-Bauweise, mit Kniestock, um 1800, Stallgebäude, eingeschossiger Satteldachbau in Jura-Bauweise, mit Legschieferdach, 1932, Scheune in Jura-Bauweise, 1929 | D-5-77-168-15         | Wohnhaus |
| Im Kloster 1, Im Kloster 3, Im Kloster 4, Im Kloster 5, Im Kloster 7, Im Kloster 13, Im Kloster 2a, Nähe Im Kloster (Standort) | Ehemaliges Benediktinerkloster, frühmittelalterliche Gründung, seit dem 16. Jahrhundert ansbachischer Amts- und Wirtschaftshof | Nordflügel, ehemaliges Amtshaus, dreiflügelige Anlage aus zweigeschossigen Sattel- und Walmdachbauten, 18. Jahrhundert, jüngere Erweiterung, Südflügel, ehemaliges Wohn- und Wirtschaftsgebäude, eingeschossiger Flachsatteldachbau in Jurabauweise, mit breit gelagertem Mittelgiebel und Legschieferdeckung, 18. Jahrhundert, ehemalige ansbachische Zehntscheuer, eingeschossiger breit gelagerter Satteldachbau, 17./18. Jahrhundert, Fragmente der Klostermauer, spätmittelalterlich | D-5-77-168-16         | [[Vorlage:Bilderwunsch/code!/C:48.89396,10.98893!/D:Im Kloster 1, Im Kloster 3, Im Kloster 4, Im Kloster 5, Im Kloster 7, Im Kloster 13, Im Kloster 2a, Nähe Im Kloster, Ehemaliges Benediktinerkloster, frühmittelalterliche Gründung, seit dem 16. Jahrhundert ansbachischer Amts- und Wirtschaftshof!/\|BW]] |
| Im Kloster 3, Nähe Im Kloster (Standort)                                                                                       | Sola-Basilika | Fragmente einer dreischiffigen Basilika mit erhöhtem Chor und Krypta über vier älteren Anlagen, 819/840 | D-5-77-168-28         | weitere Bilder |
| Mühlweg 9 (Standort) | Wohnhaus | Zweigeschossiges Gebäude mit Satteldach und flach geneigtem Pultdach, angelehnt an Jura-Bauweise, in historisierenden Formen, um 1893 | D-5-77-168-40         | BW |
| Mühlweg 16 (Standort) | Bauernhaus | Eingeschossiger kleinerer Satteldachbau in Jura-Bauweise, mit Kniestock, Naturstein verputzt, Legschieferdach, bezeichnet „1864“ | D-5-77-168-22         | BW |
| Mühlweg 23, Mühlweg 25 (Standort)                                                                                              | Ehemalige Glashütte | Großer zweigeschossiger Bau mit Halbwalmdach, errichtet 1649, im Kern wohl 17. Jahrhundert | D-5-77-168-21         | BW |
| Nähe Im Kloster (Standort) | Ehemaliger ansbachischer Zehentstadel                                                                                          | Massiv, mit Legschieferdach, 17./18. Jahrhundert | D-5-77-168-20         | BW |
| Nähe Senefelderstraße (Standort)                                                                                               | Denkmal für Aloys Senefelder                                                                                                   | Kalkstein-Plastik von Henry Maidron, 1845, neu aufgestellt 1904 | D-5-77-168-29         | weitere Bilder |
| Senefelderstraße 2 (Standort)                                                                                                  | Ehemaliges ansbachisches Amtshaus, ab 1809 Pfarrhaus                                                                           | Zweigeschossiges Gebäude mit Halbwalmdach und Putzgliederung, um 1785 | D-5-77-168-24         | Ehemaliges ansbachisches Amtshaus, ab 1809 Pfarrhaus |
| Senefelderstraße 4 (Standort)                                                                                                  | Pfarrscheune | Mit fachwerksichtigem Giebel und Kniestock, Legschieferdach, 18. Jahrhundert, eingelassen sechs Grabplatten des 17./18. Jahrhundert | D-5-77-168-26         | BW |
| Senefelderstraße 6 (Standort)                                                                                                  | Evangelisch-lutherische Pfarrkirche Sankt Vitus, ehemalige Markgrafenkirche über Teilen der karolingischen Basilika            | Saalbau mit Satteldach und dreiseitigem Abschluss, Fassadenturm mit Zeltdach, nach Plänen des ansbachischen Landbauinspektors Christian Karl Bruckner, 1783/85, Turm mit mittelalterlichem Kern, mit Ausstattung, Kirchhof mit Torbogen und Grabmälern des 19. Jahrhunderts | D-5-77-168-25         | weitere Bilder |
| Senefelderstraße 14 (Standort)                                                                                                 | Wohnhaus | Großzügiger, dreigeschossiger traufständiger Satteldachbau in Jura-Bauweise, mit Putzgliederung, 1869, mit älterem Kern | D-5-77-168-30         | Wohnhaus |
| Solnhofer Bruch 23 (Standort)                                                                                                  | Steinbrecherhaus und Schleiferhütte                                                                                            | Erdgeschossiges Gebäude mit Kniestock, Solnhofer Plattendach, wohl noch 18. Jahrhundert | D-5-77-168-39         | BW |
| Wiesenweg 2 (Standort) | Bauernhaus | Eingeschossiger Satteldachbau in Jura-Bauweise, Giebel und Kniestock fachwerksichtig, Legschieferdach, 17./18. Jahrhundert, Scheune mit Fachwerkkniestock, Legschieferdach teilweise noch erhalten, bezeichnet „1671“ | D-5-77-168-33         | Bauernhaus |
| Wiesenweg 3 (Standort) | Wohnhaus | großzügiger, dreigeschossiger traufständiger Satteldachbau mit Mittelgiebel, 1866. | D-5-77-168-34         | BW |

### Eßlingen
| Lage                                            | Objekt              | Beschreibung | Akten-Nr.     | Bild           |
| ----------------------------------------------- | ------------------- | --- | ------------- | -------------- |
| Eßlingen 1 (Standort)                           | Gasthaus            | Zweigeschossiger Satteldachbau, in Jura-Bauweise, 18./19. Jahrhundert, mit modernen Erweiterungsbauten | D-5-77-168-35 | BW             |
| Eßlingen 4; In Eßlingen; Eßlingen 3. (Standort) | Ehemalige Hofanlage | Bauernhaus, eingeschossiger giebelständiger Putzbau mit Kniestock und flach geneigtem Satteldach, in Jura-Bauweise, in Teilen Fachwerk, 16. Jahrhundert; Scheune, in Jura-Bauweise, Legschieferdach, 16. Jh.; Austragshaus, in Jura-Bauweise, Legschieferdach, 18./19. Jh. | D-5-77-168-36 | weitere Bilder |

### Hochholz
| Lage                                                  | Objekt     | Beschreibung                                                                                   | Akten-Nr.     | Bild |
| ----------------------------------------------------- | ---------- | ---------------------------------------------------------------------------------------------- | ------------- | ---- |
| Spanholzäcker, an der Straße nach Bieswang (Standort) | Grenzstein | Circa ein Meter, 18. Jahrhundert, mit Bezeichnung „P. F. E. Pappenheim, Fürstbistum Eichstätt“ | D-5-77-168-38 | BW   |